# Winnetou 3. Teil
Winnetou 3. Teil ist ein Western aus dem Jahr 1965. Die Produktion aus der Reihe der deutschen Karl-May-Filme entstand unter der Regie von Harald Reinl. In den Hauptrollen sind Lex Barker und Pierre Brice zu sehen.

## Handlung
Habgierige Geschäftsleute um den skrupellosen Vermeulen lassen käufliche Schurken Bisons  auf Indianergebiet töten, um einen Konflikt mit den Mescalero-Apachen zu provozieren. Doch deren Häuptling Winnetou bleibt besonnen. Dagegen lässt sich Weißer Büffel, Anführer der Jicarilla-Apachen, durch Alkohol- und Waffenlieferungen dazu bringen, bereits für Siedler abgetretenes Land von der Regierung zurückzufordern. Winnetou und Old Shatterhand berichten davon dem Gouverneur in Santa Fe, der Weißer Büffel mehr Land und Straffreiheit zusichert, wenn er mit der Regierung kooperiert. Die Blutsbrüder wollen ihm dies mitteilen. Doch ein Spitzel beim Gouverneur setzt Vermeulen davon in Kenntnis; dieser lässt einen Handlanger eine Felssprengung am Steinbruch ausführen, gerade als die Blutsbrüder darunter vorbeireiten. Doch deren Pferde haben den Anschlag gewittert, die beiden legen sich zum Schein regungslos ins Geröll. Während Winnetou daraufhin weiterreitet, verfolgt Old Shatterhand den Attentäter, der ihn zu Vermeulen führt. Der entlarvte Drahtzieher lässt in den Ort Clinton telegrafieren, der auf dem Weg von Winnetou liegt. Dort erhält der Banditenführer Rollins die Nachricht, Winnetou zu stoppen. Old Shatterhand macht Vermeulens Handlanger dingfest: Er gesteht Vermeulens Plan und Old Shatterhand reitet Winnetou hinterher.
Dieser kann dank seines Pferdes Iltschi sowohl dem ersten und mit Mühen und Zuhilfekommen von Old Shatterhand auch dem zweiten Hinterhalt von Rollins entgehen. Unmittelbar danach werden die Blutsbrüder von den Jicarillas umstellt und mahnen in deren Lager, sich nicht von den Geschäftemachern zum Kampf um ihr abgetretenes Land aufwiegeln zu lassen. Weißer Büffel möchte dazu seinen Sohn Schneller Panther hören, doch der wird von Rollins tot herbeigebracht, nachdem er ihn mit Winnetous beim Kampf gegen die Banditen zurückgebliebenem Messer erstochen hatte. Weißer Büffel glaubt Rollins, der sich als Zeuge ausgibt, dass Winnetou seinen Sohn umgebracht hat. Doch Sam Hawkens kann die Blutsbrüder mit einer List vom Marterpfahl der nach Rache trachtenden Indianer befreien und Old Shatterhand von Clinton aus den Gouverneur um Hilfe telegrafieren. Der lässt Vermeulen festnehmen.
Die Jicarillas verfolgen gemeinsam mit den Banditen neun Tage lang den sich in die Berge zurückziehenden Mescalero-Stamm, bis sie ihn erreicht haben. Ein letztes Mal appelliert Old Shatterhand zum Frieden, als endlich die Kavallerie aus Santa Fe eintrifft, die ihn, seine Deckung verlassend, warnen will, in die Gewehre der Banditen zu reiten. Rollins, der sich die Felsen empor angeschlichen hat, nutzt dies zum Schuss auf Old Shatterhand. In die Bahn des Projektils wirft sich Winnetou, der tödlich getroffen wird. Rollins wird durch Speere der Mescaleros hingerichtet. Neben dem sterbenden Winnetou durchlebt Old Shatterhand in Gedanken gemeinsame Momente mit ihm.

## Drehorte
- Westernstadt Ljubljana
- Nationalpark Plitvicer Seen
- Zrmanja-Canyon bei Obrovac
- Mali-Alan-Pass bei Obrovac
- Zementwerk Solin bei Split
- Vrlika bei Sinj
- Trogir als Santa Fe in New Mexico
- Archidona, Provinz Málaga (Spanien): Landschaftliches Panorama von Santa Fe

## Hintergrund
In Teilen der Presse wurde kritisiert, dass Winnetou sterben solle, so wie im Buch vorgesehen, und die Produzenten ließen nicht davon ab. Besonders in der Jugendzeitschrift Bravo wurde durch Leserbriefe verlangt, das von Pierre Brice verkörperte Jugendidol am Leben zu lassen. Ansonsten hielt man sich nicht an die Romanvorlage, die Winnetous Tod in andere Handlungsstränge einbaute. Das Filmdrehbuch dagegen ordnete alles einer mörderischen Jagd auf den Apachenhäuptling unter.
Die Dreharbeiten fanden vom 14. Juni bis zum 13. August 1965 in der Umgebung von Split statt. Trogir, die alte kroatische, auf einer Insel gelegene Stadt, wählte man wegen des gut erhaltenen mittelalterlichen Stadtbildes für die in der Gouverneurstadt Santa Fe spielenden Szenen. Eine entlegene Stelle am Berg Mali Alan war von Harald Reinl für die Sterbeszene gewählt worden. Der Rollins-Darsteller Rik Battaglia wurde nach Erscheinen des Films von radikalen Winnetoufans beschimpft und noch Jahre später öfters in der Öffentlichkeit mit Missachtung belegt.
Die Uraufführung erfolgte am 14. Oktober 1965 in der Lichtburg in Essen. In der Bundesrepublik konnten insgesamt über 4,3 Millionen Eintritte verbucht werden. Dafür gab es die Goldene Leinwand und den Bambi.
Es handelt sich um einen von nur drei Karl-May-Filmen, von denen View-Master-Scheiben mit dreidimensionalen Bildern in den Handel kamen.
Schon am 23. August begannen die Dreharbeiten zu Old Surehand 1. Teil, wieder mit Pierre Brice als Winnetou. Die Karl-May-Begeisterung hatte nach Winnetous Tod jedoch ihren Höhepunkt überschritten. Daran änderte auch der Fernsehzweiteiler Winnetous Rückkehr 1998 im ZDF nichts, der davon ausging, Winnetou habe schwerverletzt überlebt und sei doch noch gesundgepflegt worden.

## Synchronisation
| Rolle             | Darsteller            | Synchronsprecher        |
| ----------------- | --------------------- | ----------------------- |
| Shatterhand       | Lex Barker            | Gert Günther Hoffmann   |
| Winnetou          | Pierre Brice          | Thomas Eckelmann        |
| Rollins           | Rik Battaglia         | Arnold Marquis          |
| Hawkens           | Ralf Wolter           | Ralf Wolter             |
| Gouverneur        | Carl Lange            | Curt Ackermann          |
| Gomez             | Mihail Baloh          | Friedrich W. Bauschulte |
| Weißer Büffel     | Dušan Antonijević     | Klaus W. Krause         |
| Kid               | Aleksandar Gavrić     | Michael Chevalier       |
| Clark             | Ilija Ivezić          | Edgar Ott               |
| Vermeulen         | Veljko Maričić        | Konrad Wagner           |
| Schneller Panther | Slobodan Dimitrijević | Lutz Moik               |
| Ann               | Sophie Hardy          | Marianne Lutz           |

## Kritiken
„Die Prärie brennt, Indianer-Pueblos explodieren, Ölwolken qualmen über Flüsse und Gletscher – mit Mann und Roß und Wagen versinken ganze Trecks im Erdboden. Wirklich fabelhaft gemacht. Man staunt, staunt, staunt.“

„WINNETOU 3. TEIL ist technisch perfekt gemacht, die pyrotechnischen ebenso wie Unterwasserszenen imponieren, wie die Ritte, die katzenhafte Geschmeidigkeit Winnetous oder die Art und Weise, wie Old Shatterhand gleichzeitig dreizehn Feinde im Nahkampf knock-out schlägt. Das gereichte jedem Western zur Ehre.“

„Die Feder ist ab, die Silberbüchse schweigt, das Auge bricht, die Hand erschlafft – unter Glockengeläut macht sich Winnetou in Manitous Gefilde auf. Old Shatterhand steht verloren im Felsmassiv und kann’s nicht fassen.“

„Dieser letzte Teil der Winnetou-Trilogie ist sicher der geglückteste. Der effektvolle Schluß rührt ans Sentiment, ohne sentimental zu werden.“

„Der letzte Teil der WINNETOU-Trilogie ist der schwächste: Vom Original-Roman ist nichts übriggeblieben.“

„Groß angelegter, spannender, aber allzu gefühlsbetonter Schluß der "Winnetou"-Trilogie nach Karl May.“